# Antoni de Zulueta i Escolano
Antoni de Zulueta i Escolano (Barcelona, 7 de març de 1885 - Madrid, 31 de gener de 1971) va ser un biòleg català, pioner en la investigació genética a Espanya, descobridor dels gens X i Y en l'insecte Phitodecta Variabilis.
Fill de Juan Antonio de Zulueta, crioll nascut a Cuba, i de la catalana Dolors Escolano, va ser el menor de sis germans i va estudiar als Jesuïtes. Doctorat en ciències naturals per la Universitat de Madrid, va ser professor per oposició del Museo Nacional de Ciencias Naturales de Madrid i de la Universidad Central. Fou el fundador més jove del Butlletí de la Institució Catalana d'Història Natural, on debutà com a naturalista.
Va escriure obres de divulgació científica: Las leyes de Mendel (1926), Herencia y ambiente (1927), Estado actual de la teoría de la evolución (1928) i La formación de especies por hibridación (1928). Va traduir al castellà L'origen de les espècies, de Charles Darwin, i Evolució i mendelisme de Thomas Hunt Morgan i fou redactor en cap de la revista Investigación y Progreso.